# Рижская фондовая биржа
Рижская фондовая биржа (латыш. Rīgas Fondu birža) — фондовая биржа, располагающаяся в Риге (Латвия). Биржей владеет шведско-финская компания OMX, которая также владеет и управляет фондовой биржей Хельсинки и Стокгольмской фондовой биржей.

## История
Биржевой комитет в 1816 году основали купцы-экспортёры, иностранные купцы или их представители, а также рижские купцы — консулы иностранных государств, всего 14 членов. К концу 1850-х годов удалось отменить практически все привилегии рижских купцов Большой гильдии. Указом императора Александра II от 22 ноября 1861 года Рига получила статус города свободной торговли, через который можно было вывозить все производимые в Российской империи товары без пошлин.
Официальное открытие биржи состоялось 26 мая 1856 года, когда Ригу посетил император Александр II. Первоначально на Рижской бирже преобладали товарные операции.

## Законодательство Латвийской республики

### 1991 год
Закон о биржах, принят Верховным советом Латвийской Республики. Предусматривал возможность создавать в стране биржи товаров и ценных бумаг.
Закон «Об акционерных обществах» (поправки в 1993 году), действовал до принятия Коммерческого закона (2001) и регулировал выпуски и обращение ценных бумаг акционерного общества.
Закон «О приватизации объектов государства и самоуправлений».

### 1992 год
Министерство финансов Латвии утвердило Положение об обращении ценных бумаг, наряду с Законом об акционерных обществах (1991 г.) служившее нормативной базой для формирования рынка ценных бумаг вплоть до 1995 года.
Сейм Латвии восстановил действие закона ЛР «О векселях» 1938 года, основой которого в своё время послужил Единообразный закон о векселях в рамках Женевской конвенции 1932 года, к которой Латвия присоединилась в 1934 году.

### 1993 год
Закон «О приватизационных сертификатах» (новая версия — 1995 г.) стал примером юридического оформления сделок с современными ценными бумагами в электронной форме.
Началась разработка концепции рынка ценных бумаг в Латвии, которую вели специалисты Depozitu banka во главе с американским латышом и советником президента этого банка Карлисом Цербулисом.

### 1994 год
В закон «О приватизации объектов государства и самоуправлений» внесено дополнение об учреждении Латвийского агентства приватизации (ЛАП), главной задачей которого стала массовая приватизация предприятий с использованием выданных населению приватизационных сертификатов и передача объектов общенародной собственности в частные руки.

### 1995 год
Кабинет министров в срочном порядке принял Закон ЛР «О ценных бумагах». Начала действовать Рижская фондовая биржа, где первоначально торговались исключительно акции приватизированных предприятий. Это обеспечивало связь фондового рынка с процессом приватизации в Латвии аналогично тому, как создавались фондовые рынки в большинстве стран Центральной и Восточной Европы.

### 2000 год
Закон о Комиссии рынка финансов и капитала создал государственное учреждение для надзора и регулирования соответствующего рынка. В ней были объединены Управление по надзору за кредитными учреждениями Банка Латвии, Государственная инспекция по надзору за рынком страхования и Комиссия рынка ценных бумаг. Таким образом Латвия одной из первых сосредоточила в одних руках регулирование банков, страховых обществ и рынка ценных бумаг в целом.

### 2004 год
1 января вступил в силу Закон «О рынке финансовых инструментов» взамен действовавшего национального закона «О ценных бумагах» в связи со вступлением Латвии в Европейский Союз. Параллельно были внесены изменения в ряд законов, касающихся рынка финансовых инструментов.

## Восстановление деятельности
В начале 1990-х годов в Латвии наблюдался биржевой бум, когда было создано множество частных торговых площадок.
В 1994 году на рынке действовало более 350 фирм, торгующих приватизационными сертификатами и обязанных иметь в штате специалиста, получившего лицензию Минфина на работу с ценными бумагами.
В 1993 году была создана группа по разработке концепции рынка ценных бумаг в Латвии, предусматривавшей деятельность единственной биржи — Rīgas Fondu birža. Концепция предполагала, что поначалу торги на бирже могли проводиться только с акциями приватизированных с помощью сертификатов предприятий. Комиссию возглавил К. Цербулис, в том же 1993 году ставший первым президентом Рижской фондовой биржи.
В начале 1995 года Кабинет министров принял «Закон о ценных бумагах», регламентирующий вторичный рынок ценных бумаг, а летом 1995 года акции первых приватизированных предприятий начали котироваться на бирже.
В 1996—1998 гг. торги на бирже проходили активно, особенно в 1997 году, когда наблюдался стремительный рост цен на акции. В это время на бирже появились ключевые игроки, — такие как американский New Century Holding, которые через публичное предложение приобрели небольшие пакеты всех сколько-нибудь значимых котируемых на бирже предприятий (Valmieras stikla škiedras rupnīca, Rīgas transporta flote, Ventspils nafta и др.) и получить доступ к их внутренней отчётности в качестве миноритарных акционеров. До 90 % всего биржевого оборота до покупки шведским банком SEB латвийского Unibanka давали акции именно этого крупнейшего в стране банка, созданного на базе объединения 21 отделения бывшего Государственного банка Латвийской ССР и приватизированного в 1995—1996 годах.
Биржевой оптимизм пошёл на спад с кризисом мировых фондовых рынков в начале 1998 года и окончательно развеялся с кризисом на рынке госблигаций и дефолтом в России.
На 2011 год на Рижской бирже по основному списку торговались акции 5 эмитентов, по дополнительному — 27. Максимальный оборот биржа показала в 2000 году: 168,5 млн евро. В 2011 году на бирже прошло 20 325 сделок на сумму 37,15 млн, больше всего, как и в 2010 году, было проведено с акциями Olainfarm (4571 сделка). Самый большой оборот, как и в 2010 году, дали акции второй фармацевтической компании, Grindeks: 10 млн евро (удвоение в сравнении с 2010 годом). Количество проведённых сделок и продававшихся на Латвийской бирже акций было в 7,3 и 12,5 раз меньше, чем в Литве, и соответственно в 4,1 раза и в 6,1 раза меньше, чем в Эстонии.

## Хроника
- 1995. 25 июля прошла первая торговая сессия.
- 1998. Началось сотрудничество с Таллинской, Вильнюсской биржами и биржами Северных стран, чтобы открыть рынок ценных бумаг Латвии международным инвесторам.
- 2001. Крупнейшим акционером фондовых бирж Прибалтики стала финская HEX Group.
- 2003. HEX Group объединилась со шведской OM, создав одну из крупнейших биржевых групп в Европе, OMX.
- 2004. Создан единый балтийский рынок ценных бумаг, включающий три балтийских биржи и центральный депозитарий на основе общей системы.
- 2008. OMX объединилась с американской NASDAQ, создав крупнейшее биржевое предприятие NASDAQ OMX Group, Inc..
- 2009. Название «Рижская фондовая биржа» сменено на NASDAQ OMX Riga.
- 2015. 15 октября название изменено на Nasdaq Riga, AS. 92,98 % её акций принадлежат Nasdaq Nordic — предприятию группы Nasdaq, 7,02 % — латвийскому Rietumu Banka[9].

## Здание

### Строительство
Строительство здания Рижской биржи должно было послужить примирению Большой гильдии, здание которой к середине XIX века обветшало, и Биржевого комитета, которому пришлось покинуть здание городской ратуши, где предполагалось разместить сиротский суд, и в 1847 году переселиться в Дом Черноголовых. В 1851-м году петербургский архитектор, уроженец Риги Гаральд Андреевич фон Боссе предложил проект здания, включавшего в себя Большую гильдию и биржу. Оно должно было простираться от улицы Калею вдоль улицы Зиргу, вплоть до улицы Шкюню. Этот циклопический проект был отвергнут, и Боссе предложил упрощённую версию для участка на углу Дворцовой и Яковлевской улиц, где от ветхих деревянных домов расчистили площадку в 1,6 га. Фасады биржи оформлены в стиле венецианского неоренессанса с высокими полукруглыми окнами, колоннами, пилястрами, рельефы с изображением гениев, несущих символы земледелия и торговли. Фасад на уровне бельэтажа украшают повторяющиеся трижды каждая шесть скульптур античных богов: Тритона (символ мореходства), Меркурия (торговля), Сатурна (земледелие), Фавна (скотоводство), Теллуры (изображена с пучками льна, который был одним из основных экспортных тоаров Риги), Помоны (нимфа плодоносных культур).
Закладка первого камня в здание биржи состоялась 3 июня 1852 года в присутствии лифляндского генерал-губернатора князя А. Суворова. Работами, продолжавшимися до 1855 года, руководил архитектор Фридрих Вильгельм Гесс. Здание построено из кирпича и оштукатурено, изначально было покрашено в сочный кирпичный цвет. Приобретение участка на Домской площади обошлось городу в 105 801 рубль, а само здание биржи в 298 903 рубля.
Внутренние помещения отличались особой роскошью и не уступали фасаду здания.
Здание биржи построено в 1852—1855 годах в стиле неоренессанса по проекту архитектора Г. Боссе.

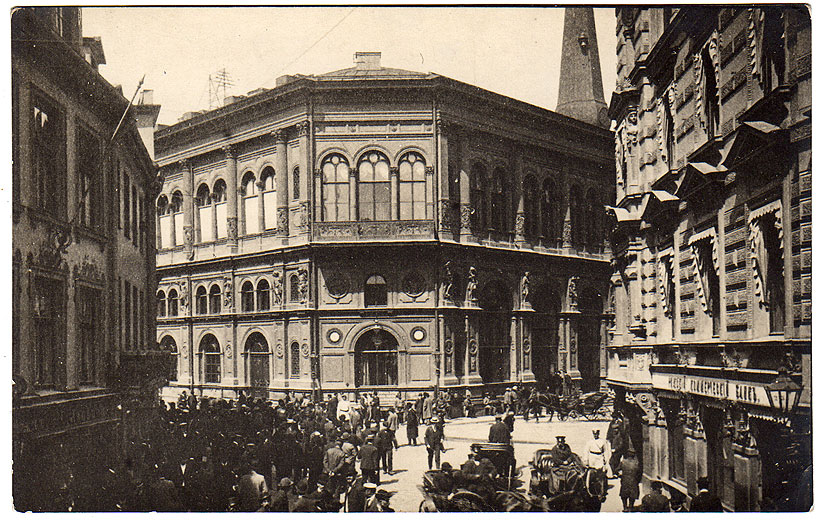
Вид на здание биржи. Начало XX века.

Здание отличалось роскошными интерьерами с обширным использованием позолоты и искусственного мрамора, для него была приобретена изысканная мебель. На первом этаже располагался главный торговый зал с кессонированными сводами, опирающимися на колонны из зелёного шотландского гранита. Под гранит, из гранитной крошки и цемента, была выполнена и другая отделка зала. Зал украшали большие настенные часы и барометр — такие же, что были установлены и на фасаде здания. На втором этаже находился большой торжественный зал, «Венецианский», украшенный скульптурой, семью огромными зеркалами и хрустальными люстрами. В бельэтаже разместилась анфиладой помещений — зал для заседаний Биржевого комитета, балконная комната, зал для банкетов. Узким торцом здание выходило на Малую Дворцовую улицу и в этой части имело уже шесть этажей, а не два-три, как на основных улицах. В отделке интерьера был богато использован искусственный мрамор.
Первое заседание биржевого комитета в новом здании состоялось 4 октября 1855 года.

### XX век
После провозглашения независимости Латвии биржа потеснилась и отдала часть помещений бюро внешней торговли Латвийской Республики, разным бюро и юридическим конторам. До 1930-х годов здесь находилась скрипичная мастерская, основанная меценатом Августом Домбровским.
В 1949 году в главном зале устроили выставочный зал. Позднее здание передали НИИ научно-технической информации и технико-экономических проблем.
В 1976 году началась масштабная реставрация здания. Она уже была практически закончена, когда осенью 1979 года в Венецианском зале разразился пожар. От его жара лопнули все семь зеркал, перекрытия обрушились, уничтожив роскошные люстры, вода просочилась в нижние помещения бельэтажа. Только к концу 1980-х годов здание удалось подвести под новую крышу, восстановить конструкцию, но для дальнейших работ уже не было средств.
В 2008—2011 годах в здании проходили реставрация и реконструкция с целью превращения в выставочный зал Национального художественного музея, в котором появились оборудованные по современным требованиям выставочные залы, помещения для музейного образования, семинаров и конференций, читальный зал, кафе, а также музейный магазин с сувенирами и художественными каталогами. Внутренний дворик здания перекрыли стеклянным куполом, увеличив площадь здания с 4,2 тысяч до 5,5 тысяч м². При восстановлении Венецианского зала отказались от зеркал, зато позолотили все скульптуры. В одной из комнат восстановлен интерьер XIX века, для чего были заказаны в Германии аутентичные специальные обои. Старинные печи и камины были восстановлены в качестве декоративных элементов. Была восстановлена первоначальная окраска здания в стиле неоренессанса, отделяющая его от близлежащей застройки в стиле югенд.
В настоящее время биржа располагается в Риге на ул. Вальню, 1.